# Vințu de Jos
Vințu de Jos é uma comuna romena localizada no distrito de Alba, na região histórica da Transilvânia. A comuna possui uma área de 85.27 km² e sua população era de 5421 habitantes segundo o censo de 2007.